# Ugo De Vita
Ugo De Vita (Roma, 20 agosto 1961) è uno scrittore e attore italiano.

## Biografia
Figlio dell'attore Franco De Vita, si è diplomato all'Accademia nazionale d'arte drammatica e, dopo gli esordi con Dario Fo e Franca Rame, ha conseguito la laurea e specializzazione americana in psicologia clinica. Esordisce nella regia lirica con La contadina astuta di Giovanni Battista Pergolesi, portando poi in scena oltre quattrocento allestimenti di compagnie di prosa in Italia e all'estero.
Nel 1984 svolge attività di critica teatrale formandosi con Franco Cordelli ed Elio Pagliarani presso Paese Sera, per poi finire il praticantato presso i quotidiani L'Opinione e L'Informazione, cominciando negli anni novanta una collaborazione sulle pagine culturali de la Repubblica.
Si è dedicato al teatro civile, portando sulle scene le storie, tra gli altri, di Welby, Bianzino, Coco, Stefano Cucchi, Marco Vannini e per ultimo, nel 2021, di Niccolò Ciatti. Per l’impegno e la dedizione mostrata con riguardo alla vicenda di Marco Vannini, il Comune di Ladispoli gli ha consegnato nel 2021 le Chiavi della Città.
Ha partecipato come attore a diverse produzioni Rai e nel 1992 ha diretto e scritto Otello, distruzione e amore (1992), con protagonisti Ninetto Davoli, Silvano Tranquilli, Mario Scaccia e Elio Pandolfi, distribuita nelle sale e trasmessa su Rai 2.
Ha interpretato nel 1992 Giordano Bruno nel documentario per la Rai sul filosofo di Nola scritto da Gabriele La Porta. Nel 1996 ha scritto e diretto Fili d'erba con protagonista Flavio Bucci e ha curato la regia dell'adattamento televisivo dello spettacolo Giallorosso per sempre (2000), dedicato al campione di calcio Agostino Di Bartolomei. Nel 2002 ha diretto una miniserie per la Rai dal titolo Profili di carattere storico con la consulenza di Gabriele La Porta.
Nel 1999 dà vita alla rivista Il manto di Arlecchino, foglio gratuito di critica teatrale disponibile nei teatri e nei circoli culturali della capitale; il foglio da alcuni anni propone allegati tascabili di 16 o 32 pagine di saggistica e critica letteraria.
Negli ultimi anni svolge attività di didattica e sostegno presso la Casa Circondariale "Due Palazzi" di Padova nell'ambito del progetto "Parole oltre le sbarre".

## Riconoscimenti
- Premio Città di Roma per il teatro (1995)
- Cittadinanza onoraria di Marradi (2015)[2]
- Chiavi della città di Ladispoli (2021)

## Doppiaggio
- Bruno Wolcowitch in L'uomo proiettile[3]

## Teatro (parziale)

### Regista
- L'avvocato del diavolo, di Nino Marazzita (2008)[4]
- PPP - Lettura per amore e per forza, testi di Pier Paolo Pasolini, con Domitilla Quadrelli (2012)[5]
- Io, Pirandello Luigi, di Vincenzo Arnone, con Eleonora Cappelletti e Maurizio Brunetti (2013)[6]

## Opere
- Primo teatro, Trevi, 1981
- Discorso sulla scuola nazionale d'arte drammatica e sulla formazione del borghese attore, Bulzoni, 1982
- Un tempo breve. Conversazioni con Albino Pierro, Bulzoni, 1995
- Essere nell'abbandono, Nuova cultura, 1997
- La stanza del ricordo, Passigli, 2002
- Lezioni di teatro, Rugginenti, 2004
- Non ti sopporto più!, Edizioni del Manto, 2013[7]
- Il teatro dei De Filippo, Del Manto Editore, 2015[8]